# Traité de Dunkerque
Traité de Bruxelles
Le traité de Dunkerque d'alliance et d'assistance mutuelle entre la France et le Royaume-Uni est signé le 4 mars 1947 à Dunkerque. Il est entré en vigueur le 8 septembre 1947, par l'échange des instruments de ratification à Londres.
Les objectifs qui président à la conclusion de ce traité sont le besoin de se protéger contre une éventuelle agression allemande, la volonté de resserrer les relations économiques entre les deux pays.

## Contexte
Pour un article plus général, voir Politique extérieure de la IVe République.
Réactivation plus profonde de l'Entente cordiale franco-britannique, le traité de Dunkerque est dirigé contre le risque d'une résurgence de l'expansionnisme allemand. Or, le danger soviétique se cristallisant alors rapidement, les deux pays vont s'orienter ensuite vers une alliance plus large, sous tutelle américaine, qui aboutit à la signature du traité de Bruxelles en 1948, puis à celle du traité de l'Atlantique nord en 1949.
Les premières démarches relatives à la conclusion de ce traité sont engagées par les Britanniques au mois de décembre 1946. Pour le gouvernement travailliste de Clement Attlee au Royaume-Uni , l'arrivée à la tête du gouvernement français de Léon Blum, grande figure socialiste, constitue un terrain favorable à la conclusion d'une entente solide entre les deux pays. « La gauche comprend la gauche » avait dit Ernest Bevin, ministre des Affaires étrangères britannique, dès 1945.
Pour les Britanniques cette alliance avec la France répond à trois objectifs : contrôler l'Allemagne, avancer dans la voie de l'établissement d'un système de sécurité européen, et renforcer la position diplomatique du Royaume-Uni dans le monde. Londres souhaite maintenir des liens privilégiés avec Washington ; à cet effet les Britanniques consultent les Américains afin de s'assurer de leur soutien à la conclusion de ce traité d'alliance avec la France.
Les objectifs initiaux de la France sont un peu différents. Dans le courrier que Blum adresse en décembre 1946 à Attlee ce sont les préoccupations économiques qui sont le plus mises en avant. Blum dresse un tableau sombre de la situation économique en France et insiste sur le frein au redressement du pays que le manque de charbon constitue. Les préoccupations de sécurité ne sont pas non plus absentes du côté français. L'État-major général de la Défense nationale souligne la vulnérabilité de la situation militaire française en ces termes : « si un conflit éclatait en Europe, nous serions désarmés ». L'équilibre précaire issu de la Guerre doit être préservé par la diplomatie  « le temps nécessaire à la reconstruction de notre économie condition première d'un effort de réarmement et d'une reconstitution de nos forces armées ». Le Quai d'Orsay est aussi désireux d'éviter de lier toute action qui serait menée dans le cadre du traité à une délibération préalable du Conseil de sécurité de l'ONU.
En 1947, le monde n'est pas encore totalement entré dans la guerre froide. La diplomatie de la France repose encore sur une politique d'équilibre entre les deux très grandes puissances, quasi neutraliste, et sur l'obsession d'empêcher toute résurgence de la puissance allemande. Pourtant, les espoirs mis en l'alliance avec l'Union soviétique, qui ont conduit au Traité d'alliance entre la France et l'URSS de décembre 1944, ont été déçus. La dégradation des relations entre les quatre anciens Alliés ne permet plus de considérer le partenaire soviétique comme un allié privilégié. Pour le général de Lattre, la France doit d'abord chercher ses alliés à l'Ouest même s'il est souhaitable de garder de bonnes relations à l'Est.
C'est pourquoi le traité de Dunkerque désigne encore l'Allemagne de façon explicite comme la menace à laquelle il convient de faire face. Le texte du traité mentionne à plusieurs reprises la possibilité de consulter « les autres puissances ayant compétence pour agir à l'égard de l'Allemagne », i.e. les puissances occupantes de l'Allemagne, incluant donc l'Union soviétique.
Les négociations se déroulent de janvier à mars 1947. La bonne entente entre Léon Blum et Clement Attlee joue un rôle déterminant dans la conclusion du traité. Le départ de Blum et la formation du gouvernement Ramadier le 22 janvier 1947 n'interrompent pas la dynamique enclenchée. Le texte de l'accord est approuvé en Conseil des ministres, Maurice Thorez, leader du Parti communiste français et membre du gouvernement, n'émet pas d'opposition.
Le traité est signé le 4 mars 1947 à Dunkerque. Les signataires sont Georges Bidault, ministre français des Affaires étrangères et Ernest Bevin, secrétaire d’État britannique pour les Affaires étrangères. Il entre en vigueur le 8 septembre 1947, par l'échange des instruments de ratification à Londres.

## Contenu
Le traité comporte un préambule et six articles.
Le préambule dispose que ce traité répond à la volonté des Parties de « se prêter mutuellement assistance pour faire échec à toute reprise d'une politique allemande d’agression ». Il mentionne aussi que le Royaume-Uni et la France estiment « hautement souhaitable la conclusion, entre les puissances ayant compétence pour agir à l'égard de l'Allemagne, d'un traité ayant pour objet d'empêcher que celle-ci ne redevienne un danger pour la paix », en l’occurrence les quatre anciens Alliés, puissances occupantes de l'Allemagne. Il fait enfin référence au traité d'alliance entre la France et l'URSS de 1944 et au traité anglo-soviétique de 1942.

### Article 1
L'article 1 situe les mesures que le Royaume-Uni et la France seraient amenées à prendre pour mettre fin à une menace émanant de l'Allemagne dans le contexte de l'article 107 de la charte des Nations unies. Cet article autorise explicitement par avance « une action entreprise ou autorisée, comme suite de cette guerre » qui serait menée contre un « État qui, au cours de la Seconde Guerre mondiale, a été l'ennemi de l'un quelconque des signataires de la présente Charte ».
L'article 1 définit les motifs qui constitueraient une menace conduisant les deux Parties à prendre les mesures les plus propres pour y mettre fin. Il s'agit « d'empêcher l'Allemagne de violer ses obligations de désarmement et de démilitarisation », « d'éviter, de façon générale, qu'elle ne redevienne un danger pour la paix » ou de répondre à « l'adoption par l'Allemagne d'une politique d'agression ou d'une initiative allemande de nature à rendre possible une telle politique ».

### Article 2
L'article 2 est relatif à l'assistance mutuelle que les deux Parties doivent se prêter mutuellement en cas d'hostilités avec l'Allemagne : « Au cas où l'une des Hautes Parties Contractantes serait à nouveau engagée dans des hostilités avec l'Allemagne, [...] l’autre partie lui viendra immédiatement en aide et lui prêtera assistance par tous les moyens en son pouvoir, militaires et autres ». L'engagement d'assistance mutuelle qui est pris ne précise pas l'importance des moyens à mettre en œuvre, il revient à la puissance garante d'évaluer les forces militaires et les autres moyens d'assistance en son pouvoir.
La rédaction de cet article exclut toute automaticité d'intervention des Britanniques en cas d'hostilités en Europe continentale qui ne serait pas dirigée contre la France et la situe dans le cadre des dispositions de l'article 51 de la charte des Nations unies ou d'une décision du Conseil de sécurité. Cependant, les deux Parties se réservent le droit d'intervenir « à la suite d'une action décidée en commun à l'égard de l'Allemagne par application de l'article 1 » qui définit de façon très large le champ potentiel de mise en œuvre du traité,.

### Article 3
L'article 3 est relatif aux obligations d'ordre économique auxquelles l'Allemagne est soumise par les Alliés selon les dispositions décidées lors de la conférence de Potsdam et en application de celles-ci. Cet article a été inséré à la demande de la France très désireuse de pouvoir continuer de bénéficier de la production de charbon et d'acier allemande pour permettre sa reconstruction économique.
L'article dispose que les Hautes Parties Contractantes se consulteront « au cas où l'une [d'elles] aurait à souffrir d'un manquement de l'Allemagne à l'une quelconque des obligations d'ordre économique ».

### Article 4
L'article 4 traite de la coopération économique entre les deux Parties en termes très généraux. Il est prévu qu'elles « se tiendront en constante consultation sur toutes les questions intéressant leurs rapports économiques en vue de prendre toutes les mesures possibles pour accroître la prospérité et assurer la sécurité économique des deux pays ».

### Article 5
L'article 5 rappelle l'engagement pris par les États membres des Nations unies au titre de l'article 43 de la Charte de contribuer au maintien de la paix et de la sécurité internationales en mettant à disposition du Conseil de sécurité les forces armées, l'assistance et les facilités nécessaires à cet effet,.

### Article 6
L'article 6 dispose que le présent traité « prendra effet à compter de l'échange des instruments de ratification et restera en vigueur pendant 50 ans ».